# Gunilla Sjögren
Gunilla Märta Sjögren, född Janson 1941 i Lysekil, är en svensk konstnär. År 1966 avlade hon examen vid Konstindustriskolan, nuvarande Högskolan för design och konsthantverk. Hon är verksam inom textil konst, teckning, måleri och kalligrafi, med särskild inriktning på sakral konst. Hennes konst finns representerad i omkring 65 kyrkor, kapell och församlingshem, liksom i kung Carl XVI Gustafs konstsamling.
Gunilla Sjögrens morfar var biskop Carl Block och hennes farfar kontraktsprosten Robert Janson.

## Utställningar
- KFUM, Göteborg, 1969, separatutställning[1]
- Varbergs fästning, 1970, samlingsutställning[7]
- Alléskolan, Floda, 1971, samlingsutställning[8]
- Röhsska konstslöjdsmuseet, Göteborg, 1972, samlingsutställning[9]
- Kronhuset, Göteborg, 1973, samlingsutställning[10][11]
- Kungälvs stadsbibliotek, 1975, tillsammans med Joe Hedlund[12][13]
- Gamla tingshuset, Lerum, 1976, tillsammans med Stig Carlsson[14]
- Röhsska museet, Göteborg, 1976, separatutställning[15][16]
- Biblioteket i Perstorp, 1978, separatutställning[17]
- S:t Matteus kyrka, Göteborg, 1983, kortvarig separatutställning[18]
- Tingshuset, Lerum, 1984, tillsammans med Per Bergman[19]
- Rådhuset, Marstrand, 1992, tillsammans med Eivor Strube[20]

## Utmärkelser
- Göteborgs stads kulturstipendium/arbets- och resestipendium 1974[21][22]
- Statens stora konstnärsstipendium 1978[17]
- Göteborgs kyrkliga samfällighets kulturstipendium 1983[23]
- Göteborgs stads kulturstipendium/arbets- och resestipendium 1989[24]